# Kokoun (Côte d'Ivoire)
Pour les articles homonymes, voir Kokoun.
Kokoun est une localité du nord de la Côte d'Ivoire, et appartenant au département de Madinani, dans la Région du Denguélé. La localité de Kokoun est un chef-lieu de commune.